# لیلیوم (نمایشنامه)

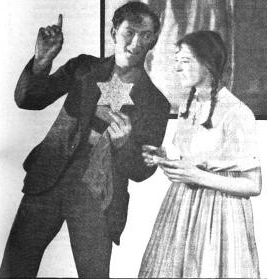
نمایش لیلیوم ۱۹۲۱.

لیلیوم (انگلیسی: Liliom) نمایشنامه‌ای مجارستانی اثر فرنس مولنار است که در سال ۱۹۰۹ نگاشته شده است. این نمایش از آن زمان تا اواسط سده بیست میلادی، بسیار مشهور بود اما بیشتر شهرتش، برای اقتباس اسکار همرستاین دوم از این نمایشنامه در اثر موزیکالش، «چرخ و فلک» است. فیلم چرخ و فلک هم از این اثر، تاثیر پذیرفته است.